# Finmarchinella logani
Finmarchinella logani är en kräftdjursart som först beskrevs av Brady och Crosskey 1871.  Finmarchinella logani ingår i släktet Finmarchinella och familjen Hemicytheridae. Inga underarter finns listade i Catalogue of Life.